# Позориште Линколн
Позориште Линколн (енгл. Lincoln Theatre) је позориште у Вашингтону, које се налази у четврти Шав. Смештено је на Вашингтонској црној магистрали, која је служила афроамеричку заједницу града. Линколн позориште обухватлао је филмску кућу и салон за бал, а у њему су поред позорошних представа гостовали џез бендови.
Позориште је затворено након нереда 1968. године, а обновљено је и поново отворено 1994. године од када је било домаћин разних манифестација. Метро станица која се налази преко пута позоришта отворена је 1991. године.

## Историјат
Градња позоришта почека је у лето 1921. године, а отворено је 1922. године. У Линколн позоришту приказовали су се неми филмови, а служио је и афроамеричју зајендницу у граду. Зграду позоришта дизајнирао је архитекта Реџиналд В. Гир у сарадњи са Харијем Крандалом, локалним позоришним оператором.
Године 1927. позориште је продато А. Е. Ликтману, који је одлучио да га претвори у луксузну филмску кућу и додао му салу за бал. Звучни ефекти су побољшани у позоришту 1928. године. Плесна дворана и позороште били су центар Вашингтоновог црног Бродвеја. У позоришту су наступали уметници као што су Луј Армстронг, Леонел Хамптон, Ела Фицџералд, Били Холидеј и многи други. Телевизијски пројекциони систем постављен је у позоришту 1952. године..  Филмска кућа такође је преносила боксерске мечеве у више наврата, укључујући борбу Шугар Реј Робинсона и Цоја Максима 25. јуна 1952. године.
Позориште Линколн је имало проблем са финансијама након што су отворена друга позоришта у Вашингтону почетком 1953. године. Крајем педесетих година 20. века колонаде позоришта су срушене.  Позориште је пропало након нереда у Вашингтону 1968. године. Године 1978. Линколн позориште било је подељено у два позоришта и познато као „Линколн близанци”. Крајем седамдесетих и почетком осамдесетих година позориште је викендом приказивало филмове током целе ноћи, привлачећи тако стотине посетилаца. Програмер Џефри Коен купио је позориште 1983. године и одмах га затворио због реновирања. Ипак, позориште од тада није радило дуги низ година.

## Рестаурација
Позориште Линцолн уписано је у Национални регистар историјских места 1993. године. Током исте године позориште је обновила фондација U Street Theatre, а обнова је коштала 9 милиона америчких долара. Обнова је 1989. године започела од програмера Џефрија Коена, који је радио на контраверзном плану уређења и у позориште уложио 250 милиона долара као и у насеље Шав. Године 1990. Коен је наишао на финансијске потешкоће и поднео захтев за банкрот 1991. године. Обнову позоришта је преузела Влада Вашингтона преко фондација. Радове на рестаурацији обавила је дизајнерска филма Лео А. Дали. Екстеријер зграде је од цигле, док је унутрашњост израђена од викторијанске архитектуре.
Преглед обновљеног позоришта одржано је 16. септембра 1993. године, којем су присуствовали Франк Смит, градоначелник Прат Кели и 1000 посетилаца. Позориште је званично поново отворено 4. фебруара 1994. године извођењем песме Ain't Got Long to Stay Here Барија Скота, која говори о Мартину Лутеру Кингу. У марту 1985. године у Линколн позоришту уприличена је представа „Where Eagles Fly”, а написала ју је локална драматуршкиња Карол Мумин. Представа говори о старојој жени која се борила против рушења четврти Шав и настојала да сачува кварт и његову историју од заборава. Позориште је у овом периоду примало 1250 места и било је домаћим позоришним и музичким представама и изнамљивало се за различите догађаје, било је и домаћин политичких догађаја. У позоришту је одржан велики број џез концерата на којима су наступали Касандра Вилсон, Квински Џоунс, Чак Браун, Винтон Марсалис и други. Године 2005. у позоришту је отворен годишњи џез фестивал. Други који су наступали у позоришту Линколн били су Демијан Рајс и Брајан Стоукс Мичел, као и комичари Дик Грегори и Дејв Чапел.
Линколн позориште је такође било домаћин Вашингтон Филм феста. Позориште је такође било место за годишњи ЛГБТ филмски фестивал под називом Reel Affirmations у периоду од 1998. до 2008. године. Од 2008. до 2010. године Арена стејџ поставила је неколико продукција позоришту. Након поновног отварања позоришта је имало финансијске проблеме и тражило помоћ од Владе Вашингтона. Године 2011. позоришту је претило затварање након што је град из буџета смањио средства за његово финансирање. Комисија дистрикта Вашингтона за уметности и науке преузела је управљање над позориштом и започела потрагу за новим оператором.

## Тренутно стање
У јануару 2012. године Комисија за уметности и науке је тражила новог оператора, а процес је укључивао оцену пословних планова различитих група. У априлу 2013. године I.M.P компанија која је власник клуба 9:30 изабрана је за управљање позориштем. У јуну 2013. године градоначелник Вашингтона Винсент Греј, заменик градонечаленика за планирање и економскија развој, Комисја за уметности и науке и замених општих служби изнели су званично обавештење о новом оператору позоришта Линколн.
Пре него што су почели са радом, компанија I.M.P резервисао је неколико представа у позоришту, укључујући распродате представе Џеф Твиди из 2010. године и Џеф Магнум из 2012. године. I.M.P је започео рад на позоришту у јесен 2013. године. Откако су почели са радом, компанија I.M.P је у позоришту угостила велики број уметника укључујући:
- Џанел Моне, 14. октобра 2013. године.[34]
- Крис Корнел, 23. новембра 2013. године.[35][36]
- Лаурин Хил, 9. фебруара 2014. године.[37]
- , 10. и 11. фебруара 2014. године.[38][39]
- , Басти Колинс, Ерик Џонсон, Двизил Запа, Били Кокс, Бади Гај и остали, 30. марта 2014. године.[40]
- Питер Фрамтон, 8. јула 2014. године.[41]
- Спун, 2, 3 и 4. септембра 2014. године.[42]
- Нас, концерт поводом 20. година од објављивања албума Illmatic, 4. октобра 2014. године.[43]
- Ханибал Бурес, 17. октобра 2014. године.[44]
- Криси Хинд, 7. новембра 2014. године.
- Лусинда Вилијамс 12. новембра 2014. године.[45]
- Џери Луис, 9. јануара 2015. године.[46]
- , 21. јануара 2015. године.[47]
- Били Ајдол, 25. јануара 2015. године.[48]
- Кендрик Ламар, 1. новембра 2015. године.[49]
- Луј Си Кеј, 8. априла 2016. године.[50]
- премијерно са Хенри Ролинсом 2. маја 2016. године.
- Џон Карпентер, уживо ретроспектива 12. јула 2016. године.[51]
- Брајан Фери, 23 и 25. јула 2015. године.[52]
- са специјалним гостом Дејвом Гролом, 24. септембра 2016. године.[53][54]
- Пети Смит и Сет Хурвик 12. октобра 2016. године.[55]
- Брајан Вилсон у извођењу албума Pet Sounds 3. и 4. маја 2017. године.[56]
- у уживо извођењу 9. јула 2017. године.[57]
- , 10. септембра 2017. године.[58]

## У популарној култури
- Деметри Мартин снимио је Нетфликс филм Live (At The Time) у Линколн позоришту, 7. марта 2015. године.[59][60]
- Тревор Ноа снимио је филмску комедију Lost In Translation у позоришту Линколн, 25. јула 2015. године.[61][62]
- Деон Кол снимио је комедију Cole Blooded Seminar у позоришту Линколн, 6. фебруара 2016. године.[63][64]

## Галерија
- Камин у позоришту
- Рестауриране степенице у позоришту
- Дан сећања на жртве Холокауста у позоришту 2013. године.
- Кадар са музичког фестивала у позоришту, 2017. године.
- Линколн позориште 2008. године.